# Svoboda projevu
Svoboda projevu (též svoboda slova) je svoboda vyjadřovat se bez cenzury a bez omezení. Synonymní termín svoboda vyjadřování bývá někdy používán pro indikaci, že nejde jen o svobodu projevu, ale také o svobodu informace a myšlenky přijímat, vyhledávat a rozšiřovat jakýmkoli způsobem, bez ohledu na použité prostředky. Tyto svobody jsou úzce spjaty s konceptem svobody myšlení. V praxi není svoboda projevu v žádném státě absolutní a běžně podléhá omezením, například v případě „projevu nenávisti“ či „vyhrožování“.
Právo na svobodu projevu je zakotveno jako lidské právo v Článku 19 Všeobecné deklarace lidských práv a v Mezinárodním paktu o občanských a politických právech (MPOPP). MPOPP definuje právo na svobodu projevu jako „právo mít názory, a to bez překážek. Každý by měl mít právo na svobodu vyjadřování“. Svoboda projevu je navíc zakotvena v evropských, amerických a afrických regionálních normách lidských práv.

## Právo na svobodu projevu a vyjadřování
Svoboda projevu či svoboda vyjadřování jsou zakotveny v mezinárodních a regionálních úmluvách o lidských právech. Toto právo je deklarováno v Článku 19 Mezinárodního paktu o občanských a politických právech, Článku 10 evropské Úmluvy o ochraně lidských práv a základních svobod, Článku 13 Americké úmluvy o lidských právech a Článku 9 Africké charty lidských práv a práv národů.
Svobodu projevu lze najít již v časných dokumentech týkajících se lidských práv, jako je například britská Magna charta libertatum (1215) nebo Deklarace práv člověka a občana, klíčový dokument Velké francouzské revoluce. Na základě argumentů Johna Stuarta Milla je dnes svoboda projevu chápána jako právo zahrnující několik aspektů, tedy nikoli pouze právo na vyjadřování informací a myšlenek, ale také další tři aspekty:
- právo vyhledávat informace a myšlenky
- právo přijímat informace a myšlenky
- právo rozšiřovat informace a myšlenky[4]

Mezinárodní, regionální a státní právní normy též zakotvují svobodu projevu jako svobodu vyjadřování prostřednictvím jakéhokoli prostředku, ať již ústně, písemně, tiskem, přes Internet nebo formou umělecké tvorby. To znamená, že ochrana svobody projevu jakožto práva nezahrnuje pouze obsah, ale také způsob vyjadřování.

### Vztah k ostatním právům
Právo na svobodu projevu je těsně spjato s dalšími právy a může být omezeno, je-li s ostatními právy v konfliktu (viz Omezení svobody projevu). Právo na svobodu projevu je zvláště důležité pro sdělovací prostředky, kde hraje roli jako nositel obecného práva na svobodu vyjadřování pro všechny (viz článek svoboda tisku).

### Svoboda projevu v České republice
V rámci českého právního řádu je svoboda projevu (spolu s dalšími svobodami) zaručena Článkem 17 Listiny základních práv a svobod. Článek zaručuje svobodu projevu a právo na informace, nepřípustnost cenzury, právo vyjadřovat názory libovolným způsobem a svobodně vyhledávat, přijímat a rozšiřovat ideje a informace bez ohledu na hranice státu. Podle tohoto článku jsou též orgány veřejné správy povinny přiměřeně informovat o své činnosti.
Listina v tomto článku připouští možnost zákonného omezení svobody projevu a práva vyhledávat a šířit informace, jde-li o opatření v demokratické společnosti nezbytná pro ochranu práv a svobod druhých, bezpečnost státu, veřejnou bezpečnost, ochranu veřejného zdraví a mravnosti. Právo přijímat informace však nijak omezit nelze.
Trestní zákoník je jednou z norem, které omezují svobodu projevu a s ní související práva, a to například v těchto paragrafech:
- § 180 Neoprávněné nakládání s osobními údaji
- § 287 Šíření toxikomanie
- § 355 Hanobení národa, etnické skupiny, rasy a přesvědčení
- § 356 Podněcování k nenávisti vůči skupině osob nebo k omezování jejich práv a svobod
- § 357 Šíření poplašné zprávy
- § 191 Šíření pornografie
- § 184 Pomluva
- § 404 Projev sympatií k hnutí směřujícímu k potlačení práv a svobod člověka
- § 405 Popírání, zpochybňování, schvalování a ospravedlňování genocidy
- § 407 Podněcování k útočné válce
- § 364 Podněcování k trestnému činu
- § 365 Schvalování trestného činu

Svobodu projevu omezují i další zákony, např.:
- Zákon o přestupcích (§ 49)
- Tiskový zákon
- Zákon o provozování rozhlasového a televizního vysílání
- Autorský zákon

## Počátky svobody projevu, akademická svoboda
Svoboda projevu a vyjadřování má dlouhou historii, mnohem starší, než jsou moderní mezinárodní instrumenty lidských práv. Starověcí Athéňané věřili, že síla přesvědčování je nejtrvalejší silou v lidské kultuře, a jako taková nemůže a nesmí být potlačována. Udává se, že se demokratická ideologie svobody projevu ve starověkých Athénách objevila koncem šestého nebo počátkem sedmého století před naším letopočtem. V islámské etice byla svoboda projevu poprvé deklarována v době volených chalífů, a to konkrétně Umarem v 7. století. V době Abbásovců deklaroval svobodu projevu al-Hašími (bratranec chalífy al-Ma'muna) v dopisu jednomu z náboženských oponentů, kterého se pokoušel konvertovat skrze rozum. George Makdisi a Hugh Goddard tvrdí, že „myšlenka akademické svobody“ na univerzitách byla „vytvořena podle islámských zvyklostí“, jak byly praktikovány ve středověkém madraském systému od 9. století. Vliv Islámu byl „zcela zřejmý při založení první vědomě plánované univerzity“ v Evropě, Università degli Studi di Napoli Federico II založené Fridrichem II. Štaufským v roce 1224.

## Svoboda projevu a pravda

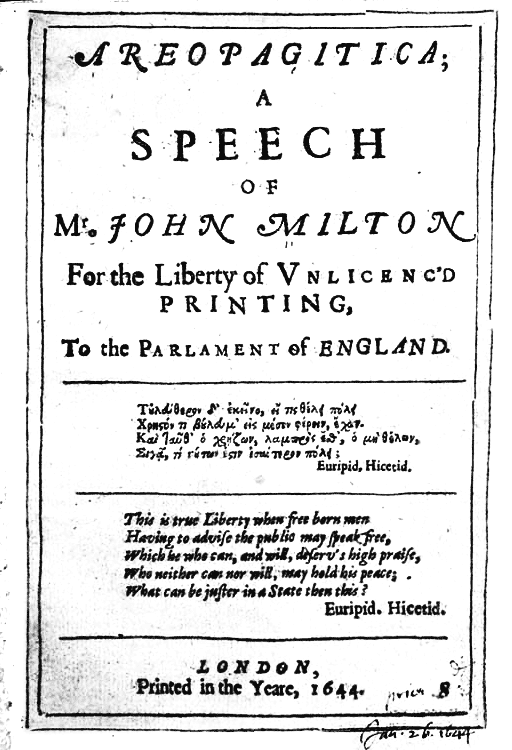
První stránka díla Areopagitica Johna Miltona z roku 1644

Jednou z nejstarších západních obhajob svobody vyjadřování je Areopagitica (1644), kterou napsal anglický básník a politický autor John Milton. Milton ji napsal v reakci na pokus anglického republikánského parlamentu zabránit vzniku „pobuřujících, nevěrohodných a neoprávněných pamfletů“. Milton představil na obranu svobody projevu řadu argumentů: jednotu národa tvoří směs odlišností mezi lidmi, nikoli vnucení homogenity shora; schopnost objevovat maximální škálu myšlenek na dané téma je zásadní pro jakýkoli proces učení a k pravdě se nelze dobrat, pokud nejprve nezvážíme všechny názory na věc; uvážíme-li svobodu myšlení, cenzura poškozuje věcný pokrok.
Milton též argumentoval, že pokud se fakta zcela odkryjí, pravda se ubrání lži v otevřené soutěži, nemůže o ní však rozhodovat jediná osoba. Podle Miltona je na každém člověku, aby si odhalil svoji vlastní pravdu; nikdo však není dost chytrý na to, aby působil jako cenzor pro všechny ostatní lidi.
Noam Chomsky říká, že: „Věříte-li ve svobodu projevu, věříte ve svobodu projevu pro názory, které nechcete. Například Stalin a Hitler byli diktátoři podporující svobodu projevu pouze pro názory, které chtěli. Podporujete-li svobodu projevu, znamená to, že podporujete svobodu projevu přesně pro ty názory, kterými opovrhujete.“
Evelyn Beatrice Hall, zabývající se psaním životopisů, uvedla: „Neschvaluji, co říkáte, ale až na smrt budu bránit vaše právo to říkat.“ Často se to cituje jako popis principu svobody projevu (a zhusta se výrok nesprávně připisuje Voltairovi, jako ilustrace Voltairovy víry v biografii, kterou o něm Beatrice Hall napsala.

## Svoboda projevu a tolerance
Profesor Lee Bollinger tvrdí, že „princip svobody projevu zahrnuje zvláštní akt vydobývání si jedné oblasti sociální interakce pro výjimečnou sebekázeň, jejímž účelem je vyvíjet a demonstrovat společenskou kapacitu ovládat pocity evokované spoustou společenských střetů.“ Bollinger argumentuje, že tolerance je žádoucí hodnota, ne však zásadní. Kritici ovšem tvrdí, že společnost by se měla obávat těch, kdo přímo odmítají nebo obhajují například genocidu (viz Omezení svobody projevu).

## Demokracie
Jedním z nejvýznamnějších zastánců vazby mezi svobodou projevu a demokracií je Alexander Meiklejohn. Tvrdí, že konceptem demokracie je, že si lidé vládnou sami. Aby takový systém fungoval, je potřeba informované voličstvo. Pro náležitou informovanost nesmí být kladeny žádné zábrany volnému toku informací a myšlenek. Podle Meiklejohna nebude demokracie věrna svým základním ideálům, pokud ti, kteří jsou u moci, mají možnost manipulovat voličstvem zadržováním informací a potlačováním kritiky. Meiklejohn souhlasí s tím, že rozhodnutí manipulovat s názory může mít původ v motivaci dosáhnout přínosů pro společnost. Argumentuje však, že volba cesty manipulace v podstatě popírá demokratické ideály. Eric Barendt nazval obranu svobody projevu na základě demokracie jako „pravděpodobně nejatraktivnější a určitě nejmódnější teorii svobody projevu v moderních západních demokraciích“.
Thomas I. Emerson rozšířil tuto obhajobu, když tvrdil že svoboda projevu pomáhá dosáhnout rovnováhy mezi stabilitou a změnou. Svoboda projevu podle něj působí jako „bezpečnostní ventil“, který vypouští páru v situacích, kdy by lidé jinak tíhli k revoluci. Tvrdí, že „princip otevřené diskuse je metodou, jak dosáhnout morálně adaptabilní a současně stabilnější komunity, udržením vratké rovnováhy mezi zdravým rozporem a nutným konsensem.“ Emerson navíc podporuje názor, že „opozice plní živou společenskou funkci v kompenzaci a ozdravování normálního procesu byrokratického úpadku.“
Výzkum prováděný Světovou bankou v rámci projektu Worldwide Governance Indicators ukazuje, že svoboda projevu a proces odpovědnosti, který ji následuje, mají významné dopady na kvalitu vládnutí ve státě. „Hlas a odpovědnost“ v zemi, definovány jako „míra, do které jsou lidé v zemi schopni se účastnit výběru své vlády, stejně jako svoboda vyjadřování, svoboda sdružování a svobodná média“, jsou jednou z šesti dimenzí vládnutí, zkoumaných ve více než 200 zemích v rámci projektu Worldwide Governance Indicators.

## Sociální interakce a komunita
Richard Moon vyvinul argument, že hodnota svobody projevu a svobody vyjadřování spočívá ve společenských interakcích. Moon píše, že „komunikací tvoří jednotlivec vztahy a společenství s jinými – s rodinou, přáteli, spolupracovníky, církevní kongregací, krajany. Vstupem do diskuse s jinými se jednotlivec účastní budování znalostí a směřování komunity.“

## Omezení svobody projevu
Svoboda projevu je v některých případech omezena (postihována) i v demokratických zemích – mezi postihované projevy patří projevy rasismu, podporování terorismu, hrozba smrti nebo násilí vůči konkrétní osobě nebo organizaci, nebo třeba šíření poplašné zprávy (např. volání „hoří“ v přeplněném divadle).
Podle Freedom Forum Organization se v právních systémech a ve společnosti jako celku ustanovují omezení svobody projevu, zvláště je-li svoboda projevu v konfliktu s jinými hodnotami nebo právy. Omezení svobody projevu může vycházet z „principu ublížení“ nebo z „principu přečinu“, například v případě pornografie nebo projevu nenávisti. Omezení svobody projevu může mít formu právních sankcí a/nebo společenského nesouhlasu.

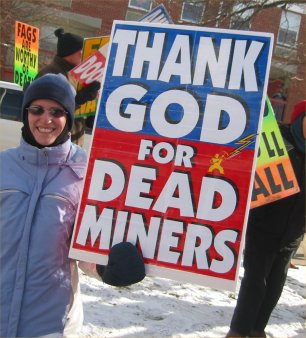
Členové Baptistické církve Westboro měli specificky zakázán vstup do Kanady za projevy nenávisti

V díle O svobodě (1859) tvrdí John Stuart Mill, že „by měla existovat nejúplnější svoboda vyznání a diskutování, jakožto základ etického přesvědčení, jakékoli doktríny, jakkoli by mohla být považována za nemorální“. Mill říká, že tato nejúplnější svoboda je nezbytná ke stlačení argumentů do jejich logických limitů, namísto limitů společenských překážek. Mill však také zavádí to, co je známo jako „princip ublížení“, ve smyslu následujícího omezení svobodného vyjadřování: „jediným účelem, kvůli kterému lze právoplatně použít moc proti kterémukoli členovi civilizované komunity, proti jeho vůli, je ochrana jiných před ublížením“.
V roce 1985 zavedl Joel Feinberg jiný takový princip, známý jako „princip přečinu“. Argumentoval, že Millův princip ublížení neposkytuje dostatečnou ochranu proti špatnému chování jiných. Feinberg napsal: „Je vždy dobrým důvodem pro podporu navrženého kriminálního zákazu, že by byl pravděpodobně účinnou cestou, jak předejít vážným proviněním (oproti zranění či ublížení) vůči osobám jiným, než je pachatel, a že je to pravděpodobně nutným prostředkem k takovému cíli.“ Feinberg proto tvrdí, že princip ublížení nastavuje laťku příliš vysoko a že některé formy vyjadřování mohou být legitimně zakázány zákonem, protože jsou velmi útočné. Avšak protože něčí urážka je méně závažná než skutečné ublížení, uplatňované sankce musí být vyšší při ublížení. Naproti tomu Mill nepodporuje právní sankce, nejsou-li založeny na principu ublížení. Protože stupeň, do kterého mohou lidé urážet, se liší, nebo může být výsledkem neoprávněného předsudku, Feinberg navrhuje, že by se měla při aplikaci principu brát v úvahu řada faktorů, například rozsah, délka trvání, společenská hodnota projevu, snadnost, se kterou se mu lze vyhnout, motivy řečníka, počet postižených lidí, intenzita urážky a obecný zájem komunity jako celku.

## Internet
Mezinárodní, národní a regionální standardy zakotvují svobodu projevu jako jednu z forem svobody vyjadřování, bez ohledu na použité prostředky, včetně Internetu.

### Svoboda informací
Jo Glanville, editor časopisu Index on Censorship, tvrdí, že „Internet je revolucí pro cenzuru, stejně jako pro svobodu projevu.“ Svoboda informací je rozšířením svobody projevu, kdy médiem pro vyjadřování je Internet. Svoboda informací může v kontextu Internetu a informačních technologií zahrnovat i právo na soukromí. Stejně jako u práva na svobodu vyjadřování lze právo na soukromí chápat jako lidské právo a svoboda informací je rozšířením tohoto práva. Svoboda informací se může v technologickém kontextu týkat i cenzury (např. z hlediska možnosti přístupu webového obsahu bez cenzury a restrikcí).
Světový summit o informační společnosti (WSIS) přijal v roce 2003 Deklaraci principů zdůrazňující demokracii a univerzalitu, nedělitelnost a vzájemnou provázanost všech lidských práv a základních svobod. Deklarace také specificky odkazuje na důležitost práva na svobodu vyjadřování pro informační společnost:

„Zdůrazňujeme, jako základ informační společnosti a jak je řečeno v Článku 19 Všeobecné deklarace lidských práv, že každý má právo na svobodu názoru a vyjadřování, a že toto právo zahrnuje i svobodu bez překážet setrvávat na svých názorech a vyhledávat, přijímat a rozšiřovat informace a myšlenky jakýmikoli prostředky a bez ohledu na hranice států. Komunikace je základním společenským procesem, základní lidskou potřebou a základem veškeré společenské organizace. Je středobodem informační společnosti. Každý by měl mít kdekoli možnost se informační společnosti účastnit a nikdo by neměl být vyloučen z přínosů, které informační společnost nabízí.“

Internet otevírá nové možnosti pro uplatňování svobody projevu. Pseudonymita Internetu umožňuje lidem komunikovat. „Datové přístavy“ (např. Freenet) a „stěžovatelské weby“ umožňují svobodu projevu zárukou, že materiál nemůže být odstraněn (cenzurován).

### Cenzura Internetu
Koncept svobody informací vyplynul z odpovědi na státem podporovanou cenzuru, monitorování a sledování Internetu. Cenzura Internetu zahrnuje řízení nebo potlačování publikace nebo přístupu k informacím na Internetu. Electronic Frontier Foundation (EFF) je organizace, jejímž cílem je ochrana svobody projevu na Internetu. Open Net Initiative (ONI) je společný projekt Citizen Lab na Munk Centre for International Studies, University of Toronto, Berkman Center for Internet & Society na Harvard Law School, Advanced Network Research Group na Cambridge Security Programme (University of Cambridge) a Oxford Internet Institute na Oxford University. Zaměřuje se na pátrání, odhalování a analýzu filtračních a sledovacích praktik na Internetu, a to důvěryhodným a nepartyzánským způsobem. Skupiny jako Global Internet Freedom Consortium obhajují svobodu informací pro to, čemu říkají „uzavřené společnosti“.
Podle organizace Reportéři bez hranic (RSF) jsou na „seznamu nepřátel Internetu“ následující státy s všudypřítomnou cenzurou Internetu: Čína, Kuba, Írán, Myanmar/Barma, Severní Korea, Sýrie, Tunisko, Uzbekistán a Vietnam.
Obecně známým příkladem je „Velký čínský firewall“ (s odkazem jak na roli síťového firewallu, tak na starověkou Velkou čínskou zeď). Systém blokuje obsah vyloučením IP adres ze směrování skrz firewall a sestává ze standardního firewallu a z proxy serverů na bránách. Systém též selektivně provádí DNS poisoning při požadavku na určité webové stránky. Nevypadá to, že by vláda systematicky zkoumala obsah Internetu, ukazuje se to být technicky nepraktické. Cenzura Internetu v Čínské lidové republice je prováděna pod celou škálou zákonů a administrativních regulací. Podle těchto zákonů provádí vláda více než 60 regulací Internetu, cenzorské systémy jsou důsledně implementovány u provinčních odnoží státních poskytovatelů Internetu, obchodních společností a organizací.